# Squatina aculeata
Обыкновенный морской ангел (лат. Squatina aculeata) — вид рода плоскотелых акул одноимённого семейства отряда скватинообразных. Эти акулы встречаются в западной части Атлантического океана на глубине до 500. Максимальная зарегистрированная длина 188 см. У них плоские голова и тело. Они размножаются путём яйцеживорождения. Рацион состоит из небольших рыб и беспозвоночных. Представляют незначительный интерес для коммерческого рыбного промысла.

## Таксономия
Впервые вид был научно описан в 1829 году. Голотип представляет собой самку длиной 41 см, пойманную в Средиземном море у берегов Марселя (43°18′ с. ш. 5°19′ в. д.). Этот вид с трудом поддаётся идентификации, поэтому данные, полученные от рыболовов, можно рассматривать только на уровне принадлежности пойманных рыб к роду плоскотелых акул.
Видовое название происходит от слова лат. aculeos — шипы, колючки.

## Ареал
Обыкновенные морские ангелы обитают в восточной части Атлантического океана, в том числе в Средиземном море, у берегов Марокко, Западной Сахары, Мавритании, Сенегала, Гвинеи, Нигерии, Габона, Анголы, Намибии, Франции, Италии (Сардиния и Сицилия), Испании (Балеарские и Канарские острова) и Туниса. Эти акулы встречаются на континентальном шельфе и в верхней части материкового склона в тёплых умеренных и тропических водах на глубине от 30 до 500 м.

## Описание
Тело довольно стройное. Ноздри обрамлены бахромчатыми усиками. Задний край передних назальных кожных лоскутов также покрыт бахромой. Расстояние от глаза до брызгальца менее чем в 1,5 раза превышает диаметр глаза. По обе стороны головы имеются кожные складки с 2—3 выступающими треугольными лопастями. Основание первого спинного плавника расположено позади свободного кончика брюшных плавников. Грудные плавники длинные и низкие. По центру спины и хвостового стебля вдоль позвоночника пролегает ряд крупных шипов. Такие же шипы имеются на рыле и у глаз. Латеральные плакоидные чешуи имеют форму пирамиды. Окраска ровная, без глазков.

## Биология
Рацион обыкновенных морских ангелов состоит из небольших акул, сельдей, ставрид, смарид, камбаловых, каракатиц и ракообразных, таких как креветки и крабы. Эти акулы размножаются яйцеживорождением. Максимальная зарегистрированная длина 188 см. Средняя длина половозрелых акул около 124 см.

## Взаимодействие с человеком
Вид представляет незначительный интерес для коммерческого рыбного промысла. В качестве прилова эти акулы попадаются в тралы, трёхстенные сети и донные ярусы. Кроме того, на численность популяции негативно воздействует ухудшение условий среды обитания. Международный союз охраны природы присвоил этому виду статус «Уязвимый»..